# مشعل

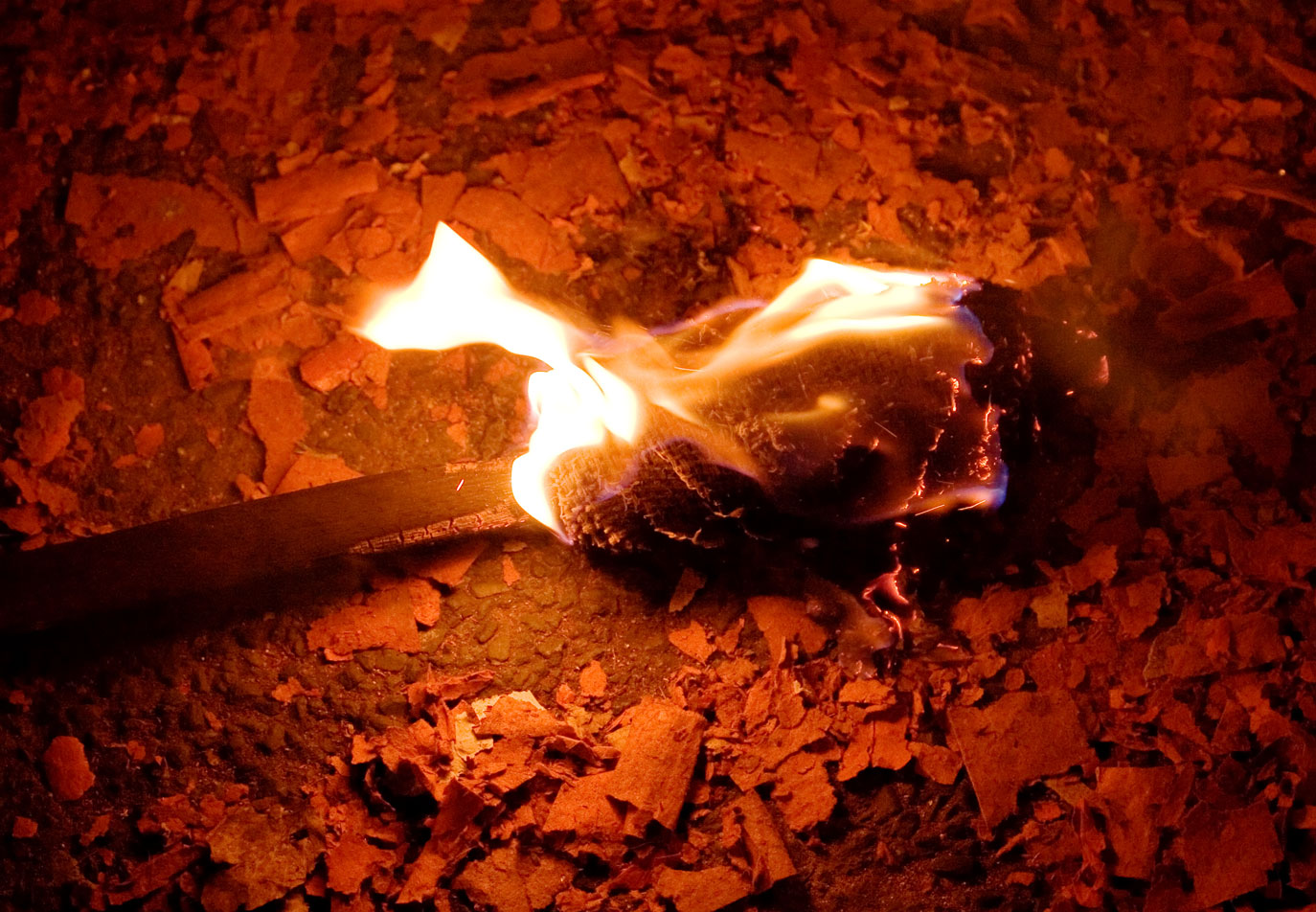
مشعل مرمي على الطريق في أعقاب احتفالات ليلة البون فاير.

المِشعل أو المشعلة هو مصدر للنار، عبارة عن قطعة من الخشب على شكل قضيب ملفوفة حول أحد نهايتيه قماشة مبللة بالقار أو الزيت أو أي مواد أخرى قابلة للاشتعال. وكانت المشاعل تستخدم سابقاً وحتى الزمن الحاضر لأغراض شتى، وليس لزيادة مستوى الإضاءة المحيطة فقط. وكانت المشاعل توضع في شمعدان لإنارة الممرات في القلاع أو السراديب. وتستخدم المشاعل كذلك للأغراض الرمزية والموكبية الخفة.